# Santa Cruz Cuyachapa
Santa Cruz Cuyachapa är en ort i Mexiko.   Den ligger i kommunen Atzitzintla och delstaten Puebla, i den sydöstra delen av landet, 200 km öster om huvudstaden Mexico City. Santa Cruz Cuyachapa ligger 2 572 meter över havet och antalet invånare är 509.
Terrängen runt Santa Cruz Cuyachapa är varierad, och sluttar söderut. Runt Santa Cruz Cuyachapa är det ganska tätbefolkat, med 93 invånare per kvadratkilometer. Närmaste större samhälle är Ciudad Mendoza, 19,2 km sydost om Santa Cruz Cuyachapa. I omgivningarna runt Santa Cruz Cuyachapa växer huvudsakligen savannskog.